# Yves du Manoir
Vous lisez un « article de qualité » labellisé en 2014.
Pour les articles homonymes, voir Famille Le Pelley du Manoir.

a Compétitions nationales et continentales officielles uniquement.

b Matchs officiels uniquement.
Yves Le Pelley Dumanoir dit Yves du Manoir, né le 11 août 1904 à Vaucresson en Seine-et-Oise est un joueur international français de rugby à XV, polytechnicien français mort le 2 janvier 1928  aux commandes de son avion à Reuilly dans l'Indre.
En dépit et en raison de la brièveté de sa vie, il bénéficie d'une très grande popularité en France. En témoigne le grand nombre de stades et de voies qui portent son nom, en particulier le stade de Colombes, près de Paris, temple du rugby jusqu'en 1972 renommé stade Yves du Manoir quatre mois après sa mort. Hommage également que fut en 1931 la création du challenge Yves du Manoir.

## Biographie

### Origines familiales
Yves Frantz Loÿs Marie Le Pelley Dumanoir est né le 11 août 1904 à Vaucresson en Seine-et-Oise (aujourd'hui dans les Hauts-de-Seine). Il est le huitième enfant d'une fratrie de dix (cinq garçons et cinq filles, dont la dernière enfant Zizi du Manoir) issue du mariage de Mathieu Jules Marie René, vicomte Le Pelley Dumanoir (1863-1924) et de Jeanne Gabrielle Marguerite Marie Compte de Tallobre (1868-1938),,.
Yves est issu d'une vieille famille normande, il possède parmi ses ancêtres des marins et des corsaires, avec notamment dans sa parentèle le vice-amiral Georges-René Pléville Le Pelley, dit le corsaire à la jambe de bois (1726-1805),. Le nom de la famille évolue au cours des siècles pour se stabiliser à « Le Pelley Dumanoir »,,. Ses quartiers de noblesse datent de la Restauration : son arrière-grand-oncle Pierre Dumanoir Le Pelley (1770-1829) et son arrière-grand-père ont reçu, quasi simultanément, du roi Louis XVIII, les titres respectifs de comte en 1814 et vicomte en 1816, titres reconnus par la commission des preuves de l'Association de la noblesse française le 17 décembre 1949,.
Ses parents habitant à Paris, c'est tout naturellement que le jeune Yves fait ses classes rugbystiques dans un des deux (déjà) prestigieux clubs de la capitale : le Racing Club de France (R.C.F.).

### Formation
Yves du Manoir est élève au collège Saint-Louis-de-Gonzague à Paris lorsqu'éclate la Première Guerre mondiale. À la rentrée 1914, son père envoie quatre de ses fils au collège Champittet à Lausanne, puis à la rentrée 1915 au collège Notre-Dame de Bon Secours (en) des pères jésuites à Jersey. À la fin de la guerre, les enfants rentrent en février 1919 en France et Yves poursuit sa scolarité à l’école Sainte-Geneviève à Versailles. Son père lui obtient la dispense de treize mois pour se présenter la même année, à moins de 15 ans, au baccalauréat ès-lettres où il est reçu. L'année suivante 1920, il est reçu au baccalauréat ès-sciences (mathématiques élémentaires).
À la rentrée scolaire 1920-1921, il entre en classes préparatoires au Lycée Saint-Louis de Paris et intègre à tout juste 20 ans l'École polytechnique en 1924, où il a en particulier comme camarade de promotion Louis Armand, « crotale de son casert » (chef de sa chambrée).
Il en sort démissionnaire en 1926 mais doit effectuer ensuite la dernière année de l'engagement spécial de trois ans qu'il a contracté le 1er octobre 1924 lors de son admission à l'École et est nommé le 1er octobre 1926 sous-lieutenant dans l'Aéronautique militaire. Il obtient le brevet militaire d'observateur en ballon le 6 septembre 1927 et en a normalement terminé le 30 avec ses obligations militaires.
Il profite alors de l'opportunité qui lui est offerte de passer le brevet de pilote et reprend du service pour un an à compter du 1er octobre 1927.

### Personnalité
Au sortir de la guerre de 14 qui aura marqué durablement et le pays et les esprits, la population meurtrie par ces années de souffrance aspire à tourner la page et à reprendre goût à l'existence comme à l'aventure. Ce sont les années folles qui commencent en 1920 et se terminent en 1929 avec le début de la Grande Dépression. Le spectacle sportif participe à cet engouement. La fréquentation des lieux sportifs augmente sensiblement au cours des années qui suivent la guerre et la presse donne à l'événement sportif une audience et une popularité croissantes. Les journaux jouent un rôle majeur dans la promotion du sport en consacrant au travers des pages sportives une notoriété au Tour de France par exemple. C'est également la presse qui familiarise le public avec les grands noms du football et du rugby. D'ailleurs, la pratique de ce sport, limitée avant la guerre aux seuls milieux aisés, s'étend désormais aux couches populaires. Le succès des Jeux Olympiques de Paris en 1924 est en grande partie dû à la promotion qu'en ont faite les journaux français.
La personnalité d'Yves du Manoir réunit de quoi faire rêver le public. C'est un authentique aristocrate — son père est vicomte — sociétaire comme ses frères d'un club huppé où il joue ce sport de voyous pratiqué par des gentlemen. Mens sana in corpore sano, il poursuit des études brillantes et honore simultanément ses premières sélections en équipe de France. Il est bien fait de sa personne, bon camarade, « modeste, gai quoique peu loquace, couvant son rêve intérieur » et ne se prend pas au sérieux. Yves du Manoir « n'attache jamais aux résultats une importance exagérée et ne voit dans le sport qu'un délassement utile et captivant. Sa formule à lui est brève, sans réplique : Nous sommes là pour nous amuser ! Il n'en donne pas moins, à chaque partie, le maximum de ses forces et de son intelligence, heureux de jouer, heureux de vivre. »

## Sportif et rugbyman
Il pratique dès l'enfance diverses disciplines sportives et entend parler du rugby pour la première fois en 1906, époque des débuts de son frère aîné dans l'équipe du collège Stanislas. Au cours de l'année 1919, ses frères Guy et Alain s'initient au rugby dans l'équipe de Sainte-Geneviève ; l'entraînement a lieu pendant la récréation de midi à une heure. Yves ne s'y intéresse pas tout d'abord car il ne se sent pas encore suffisamment aguerri. Il s'isole dans un coin de la cour où se trouvent une barre fixe et quelques agrès : du début à la fin de la récréation, inlassablement pendant plusieurs mois, il travaille sa force et sa souplesse.

### Racing club de France et équipe de France
En 1920, élève au lycée Saint-Louis, il demande son admission au club où évoluent ses frères Guy et Alain. Il apprend le rugby dans l'équipe junior, mais n'a pas l'occasion de jouer avec ses aînés qui se trouvent dans les équipes supérieures.
Pendant la saison 1921-1922, Yves continue à concilier ses études supérieures avec la pratique du rugby, en équipe inférieure du Racing et aussi dans l'équipe scolaire du lycée. Son frère Alain a été reçu à Grignon, mais les « frères ennemis » ne peuvent se retrouver que rarement sur le même terrain. Au début de la saison 1922-1923, il a l'occasion de jouer avec son frère et quelques anciens équipiers premiers, au mois de décembre, en équipe troisième, contre la première de l'U.S. de Troyes, puis en février contre Fontainebleau.
Le 4 novembre 1923, au stade de Colombes, on va le chercher sur un terrain voisin en équipe troisième, car il manque un demi d'ouverture dans l'équipe première qui affronte en amical le Stade toulousain. Le dimanche suivant, il va jouer en amical, à Poitiers, avec l'équipe première. Il est dès lors prêt à y tenir sa place et fait un très beau match, le 18 novembre, contre le Stade Français, dans les championnats de Paris de première division. La semaine suivante, contre Cognac, il est associé à son frère qui joue à la mêlée.
Dès ce moment, seuls les matchs de sélection ou internationaux l'éloignent de l'équipe première de son club, avec laquelle il joue un total de 106 parties. Son frère Alain est à l'armée et ne peut plus jouer qu'occasionnellement avec lui. Il dispute alors les poules quarts de finale du championnat de France 1923-1924 et, le 27 avril 1924, le match Paris-Londres.
Pour les saisons 1924-1925 et 1925-1926, du Manoir est à Polytechnique. Il est resté au Racing et joue, en décembre 1924, les matchs de sélection de Toulouse et de Béziers pour le Tournoi des V Nations 1925. Il est sélectionné, le 1er janvier 1925, dans le XV de France, comme demi d'ouverture pour le match France-Irlande à Colombes. Dans une équipe amoindrie par l'élimination, dès le début de la partie, du demi de mêlée, puis du meilleur trois-quarts centre, il garde tout son sang-froid et se multiplie pour résister aux joueurs adverses et contre-attaquer. Yves du Manoir est éblouissant et est désigné « meilleur homme du XV de France »,,. Ce match fait dire au journaliste Robert Dieudonné : « La première fois qu'on vit paraître dans l'équipe de France ce jeune garçon, la foule, qui ne choisit pas, mais se laisse aller à son instinct, lui consacra tout son enthousiasme. »
Le 11 de ce même mois de janvier, il fait partie de la sélection française contre la Nouvelle-Zélande à Colombes et se signale par la façon dont, après cinq minutes de jeu, il adresse directement une longue passe à son trois-quarts aile Marcel Besson qui marque l'essai et par son dribbling en seconde mi-temps où, prenant de vitesse ses adversaires, il aplatit dans l'en-but et marque le second essai français. Une semaine plus tard, à Toulouse, il fait partie de l'équipe de France qui affronte ces mêmes Néo-Zélandais. Six jours plus tard, il joue à Édimbourg contre les Écossais et passe un drop, puis, le samedi 28 février à Cardiff, il affronte les Gallois et le 13 avril à Colombes l'Angleterre qui remporte de justesse le match. Autant de défaites pour autant de matchs internationaux.
Il fait partie en revanche de l'équipe de Paris qui, à Colombes, bat Londres le 29 mars 1925 ; il y est, « comme toujours, étourdissant en défense comme en attaque, et pourtant il a joué la veille à Twickenham » et fait match nul, avec l'équipe de France militaire, contre l'équipe britannique.

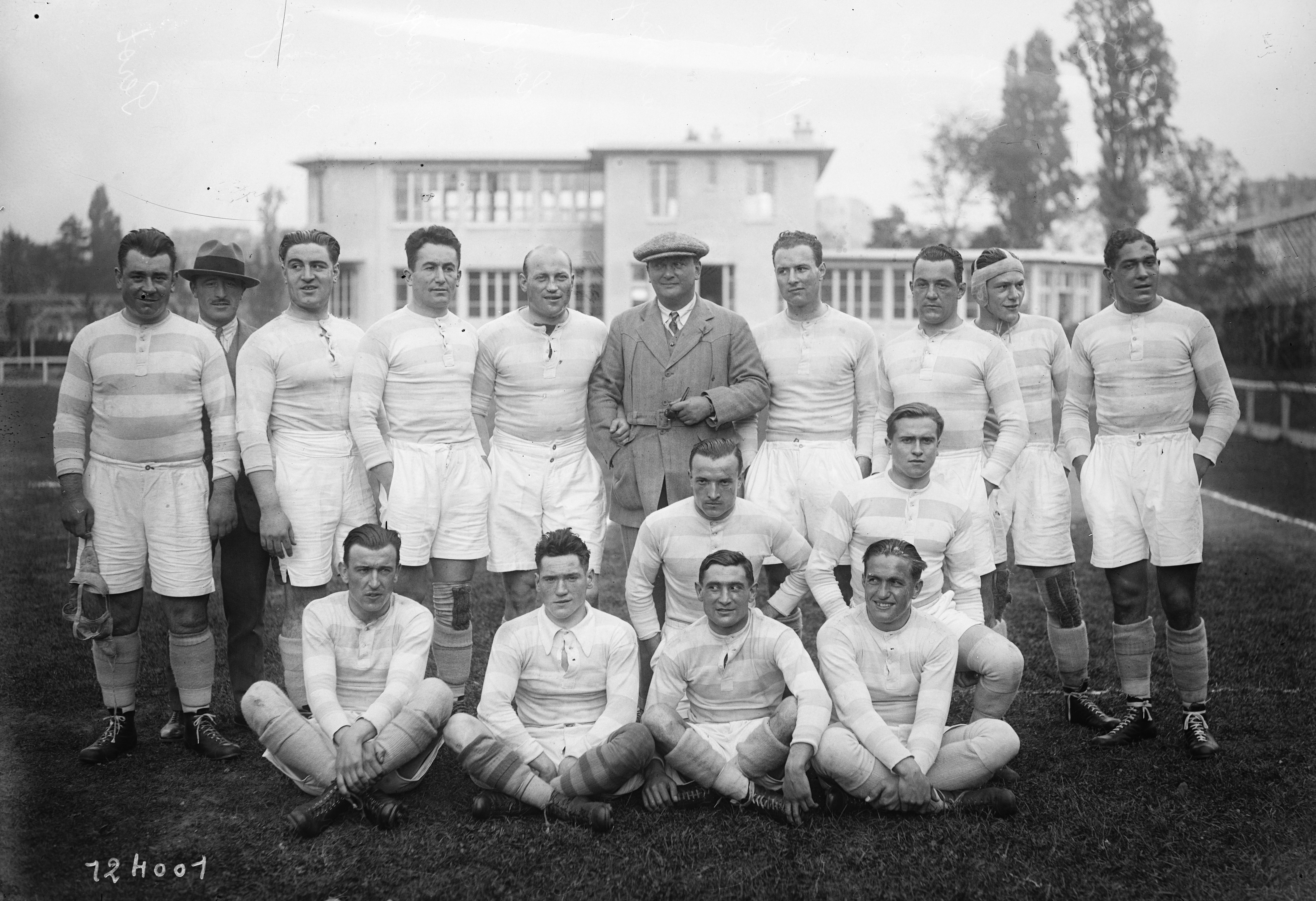
Yves du Manoir est un joueur du Racing Club de France, ici agenouillé en bas à droite dans une photographie d'équipe d'octobre 1927.

Très doué pour le rugby, il peut briller à tous les postes des lignes arrières, surtout comme demi d'ouverture ; il est bon botteur et excellent plaqueur. Athlète éclectique, il brille aussi en tennis et natation. Le passionné qu'il est bichonne particulièrement sa motocyclette,.
Le Racing Club de France est qualifié pour les poules quarts de finale du championnat de France 1924-1925 mais, la saison suivante 1925-1926, le championnat est remanié et passe de 30 à 36 équipes. Le Racing est descendu d'une division et se retrouve en championnat de France Honneur (2e division). Du Manoir n'en continue pas moins à aligner une nouvelle sélection pour le Tournoi des V Nations 1926 avec le match France-Écosse joué à Colombes le 2 janvier 1926 ; « puis l'envie et la sottise obtiennent sa disgrâce », mais cela lui est profondément indifférent,.
Son club continue à le convier tous les dimanches aux matchs de son équipe première et sait apprécier ses qualités de joueur et de sportif. Il fait aussi partie, le 11 avril, de l'équipe de Paris contre Londres puis le dimanche suivant, il commande sur le même terrain de Colombes l'équipe de France militaire contre l'équipe britannique. Le match a lieu sous la présidence effective du président de la République Gaston Doumergue ; Yves du Manoir fait l'objet d'une décision du 27 avril de l'École polytechnique : « Félicitations. – Le sous-secrétariat d'État à l'Enseignement Technique, Haut Commissaire à la guerre, a demandé au Général commandant l'école de transmettre ses félicitations à l'élève du Manoir pour la brillante partie qu'il a fournie au match de rugby armée Française-armée Britannique du 18 avril. »
Le 2 mai 1926 en finale du championnat de France Honneur (2e division), le Racing triomphe du Sporting club mazamétain et du Manoir fait une partie étourdissante. Grâce à cette victoire, le Racing dispute à nouveau le championnat de première division qui se joue désormais à 40 clubs pour la saison 1926-1927. Tous les dimanches, Yves du Manoir retrouve ses camarades de rugby et ce retour en première division lui ouvre à nouveau les portes de la sélection.
Le 1er janvier 1927, il joue à Colombes le match France-Irlande du Tournoi des V Nations 1927. L'Irlande gagne de justesse et ses détracteurs eux-mêmes doivent faire à nouveau appel à lui pour le match suivant. Il est nommé à 22 ans capitaine de l'équipe de France pour son huitième et dernier match international, le match Écosse-France du 22 janvier 1927, mais il sait que « la partie est perdue d'avance,. »

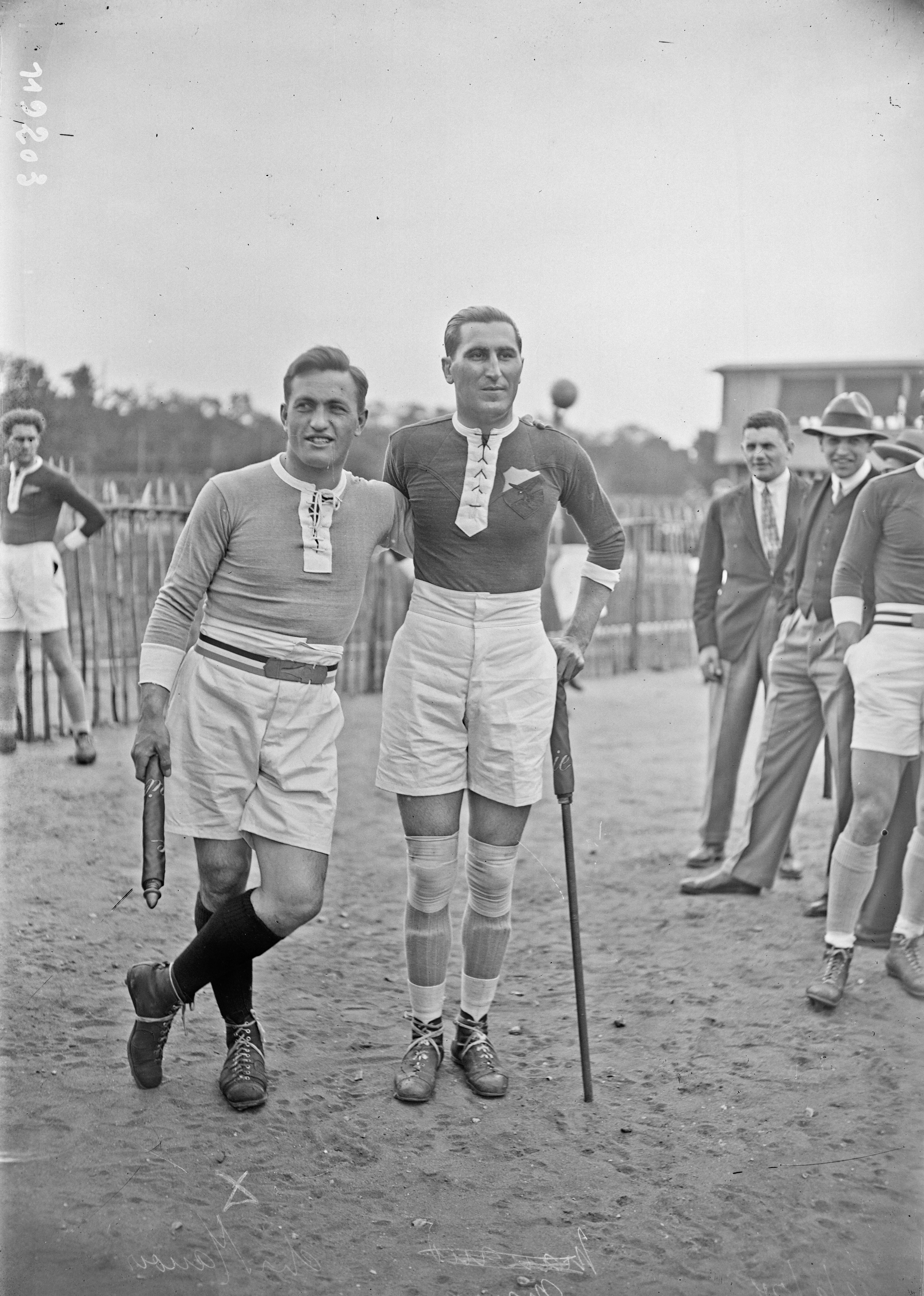
Yves du Manoir (à gauche) lors du match contre la Roumanie le 15 mai 1927.

Au cours de cette même saison, les principaux autres matches disputés par Yves le sont contre l'armée britannique le 9 avril 1927 à Blackheath, le lendemain à Colombes avec Paris battu par Londres, contre la Roumanie le 15 mai au Stade Jean Bouin et contre l'Espagne le 26 mai à Madrid. Dans ces deux derniers matchs, il commande l'équipe qui n'est qu'une sélection nationale. Entre-temps, le Racing Club de France s'est qualifié pour les poules quarts de finale du championnat de France.
La saison suivante 1927-1928, du Manoir abandonne presque le rugby pour ne pas risquer d'être retardé dans son brevet de pilote : d'Avord à Paris, il faut compter en effet une douzaine d'heures de trajet aller-retour et perdre une journée entière pour deux heures d'entraînement. Il refuse d'aller jouer pour son club, à Bordeaux, le 6 novembre 1927. Alain joue avec lui pour la dernière fois le 20 novembre, à Colombes, contre Montauban. Le dimanche suivant, 27 novembre, il joue pour la dernière fois sur ce terrain de Colombes contre Lézignan et son tout dernier match le 11 décembre à Brive.

Il ne veut pas enfin se rendre à Cognac, où il doit prendre part au match de sélection Paris-Province du 18 décembre 1927 pour le Tournoi des V Nations 1928 ; il est remplacé par Henri Haget. Le lendemain, le journaliste Frantz Reichel en tire cette conclusion dans son article du Figaro : 

« Sans établir que la vox populi est un criterium décisif, il y a tout de même une opinion technique d'ensemble qui a bien sa valeur. C'est un élément d'appréciation et de documentation dont on peut se servir. Certains pensent ainsi qu'il n'est pas mauvais qu'une équipe combatte en se sachant soutenue non pas par le seul parti pris de la foule, mais par la confiance réfléchie et enthousiaste de l'assistance. Cette confiance, c'est aux sélectionneurs de la créer en évitant par exemple de commettre l'erreur qui consiste à ignorer la prodigieuse et unique valeur d'Yves du Manoir. »

### Statistiques

#### En équipe de France
Yves du Manoir dispute huit matchs internationaux avec l'équipe de France de rugby à XV : sept matchs du Tournoi des Cinq Nations entre 1925 et 1927 et un test-match en 1925 contre la Nouvelle-Zélande. Il marque un drop soit quatre points lors de sa troisième sélection contre l'Écosse et est capitaine de l'équipe pour sa dernière sélection.
| Date             | Lieu      | Compétition  | Match                      | Score | Points     |
| ---------------- | --------- | ------------ | -------------------------- | ----- | ---------- |
| 1er janvier 1925 | Colombes  | Cinq Nations | France - Irlande,          | 3-9   | -          |
| 18 janvier 1925  | Toulouse  | Test matchs  | France - Nouvelle-Zélande, | 6-30  | -          |
| 24 janvier 1925  | Édimbourg | Cinq Nations | Écosse - France,           | 25-4  | 4 (1 drop) |
| 28 février 1925  | Cardiff   | Cinq Nations | Pays de Galles - France,   | 11-5  | -          |
| 13 avril 1925    | Colombes  | Cinq Nations | France - Angleterre,       | 11-13 | -          |
| 2 janvier 1926   | Colombes  | Cinq Nations | France - Écosse,           | 6-20  | -          |
| 1er janvier 1927 | Colombes  | Cinq Nations | France - Irlande,          | 3-8   | -          |
| 22 janvier 1927  | Édimbourg | Cinq Nations | Écosse - France,           | 23-6  | -          |

#### En sélection nationale
Yves du Manoir dispute trois matchs internationaux avec la sélection nationale, le premier contre la Nouvelle-Zélande où il marque un essai, les deux derniers comme capitaine de l'équipe de France B.
| Date            | Lieu     | Match                      | Score | Points      |
| --------------- | -------- | -------------------------- | ----- | ----------- |
| 11 janvier 1925 | Colombes | France - Nouvelle-Zélande, | 8-37  | 3 (1 essai) |
| 15 mai 1927     | Paris    | France - Roumanie,         | 44-3  | -           |
| 26 mai 1927     | Madrid   | Espagne - France           | 6-65  | -           |

#### En équipe de France militaire
Yves du Manoir dispute trois matchs internationaux avec l'équipe de France militaire, les trois comme capitaine de l'équipe de France.
| Date          | Lieu       | Match                                | Score | Points |
| ------------- | ---------- | ------------------------------------ | ----- | ------ |
| 28 mars 1925  | Twickenham | Armée britannique - Armée française, | 9-9   | -      |
| 18 avril 1926 | Colombes   | Armée française - Armée britannique, | 13-19 | -      |
| 9 avril 1927  | Blackheath | Armée britannique - Armée française, | 13-6  | -      |

#### En sélection régionale
Pour ce traditionnel match entre les deux capitales, Yves du Manoir rejoint ses camarades après avoir joué la veille avec l'Armée française en 1925 à Twickenham et en 1927 à Blackheath.
| Date          | Lieu     | Match           | Score | Points |
| ------------- | -------- | --------------- | ----- | ------ |
| 27 avril 1924 | Colombes | Paris- Londres, | 30-8  | -      |
| 29 mars 1925  | Colombes | Paris- Londres, | 28-18 | -      |
| 11 avril 1926 | Colombes | Paris- Londres, | 8-11  | -      |
| 10 avril 1927 | Colombes | Paris- Londres, | 3-13  | -      |

### Popularité
Sur le terrain comme dans la vie, Yves du Manoir ne « se départ jamais d'une grande courtoisie et a — sur toute sa génération — un profond rayonnement ». Courageux, il dit à un troisième ligne l'ayant plaqué aussi méchamment qu'irrégulièrement : « Pourquoi as-tu fait cela ? Tu ne m'as pas fait mal et tu te déconsidères ». Chaleureux, il sait réconforter ses partenaires défaits avec des paroles d'avenir. Modeste, il minimise sans cesse les exploits qu'on lui attribue : « Quand on pense à vous comme les copains pensent à moi, on est toujours en bonne position. » Son jeu, clair, loyal, intelligent, a du « panache » et ce panache plait à la foule : les spectateurs « allaient à Colombes pour voir jouer du Manoir. »

« Une popularité aussi éclatante était presque sans précédent ; outre la qualité, la vivacité et le sens tactique de ce joueur (qui, d'ailleurs, n'était pas bâti en colosse), deux autres circonstances l'expliquaient : d'abord, son affabilité joviale, sa simplicité dénuée de toute ostentation. Ensuite — et peut-être surtout — son titre de polytechnicien. En ces temps où l'instruction secondaire était l'exception et où moins d'une personne sur mille avait la moindre notion d'algèbre, l'X apparaissait dans l'imagerie populaire comme une sorte d'Olympe où se formait un establishment aux mains gantées et aux goûts intellectuels ; qu'un élève — dont le nom était une évocation de chevalerie médiévale — prit plaisir à s'empoigner avec des mineurs gallois ou des forgerons de Glasgow, voilà qui étonnait et ravissait la foule ; quand l'École défilait le 14 juillet, la haie de spectateurs s'entre-chuchotait « du Manoir ? … C'est lequel ? ». »

## Circonstances de sa mort

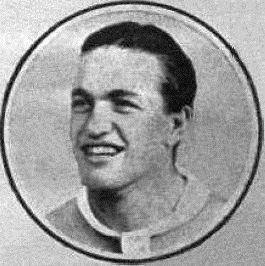
Yves du Manoir (1904-1928).

« Il souhaitait faire carrière dans la construction navale. Mais son meilleur ami à Polytechnique, pourtant désireux de suivre la même voie, fut versé dans l'aviation. Devant son désespoir, du Manoir lui céda sa place et se tourna vers l'aéronautique. Son destin était écrit,. »
En fin de l'année 1927, le sous-lieutenant du Manoir, qui a repris du service pour un an afin de devenir pilote, est détaché à l'école pratique d'aviation d'Avord à côté de Bourges. Le 26 décembre, il s'envole pour la première épreuve de son brevet de pilote sur avion-école : Avord, Tours et retour. Il doit, pendant le trajet, faire une heure de vol à 2 000 mètres. Il prend son tour dans les derniers, se fait contrôler à Tours, puis reprend la direction d'Avord. Au milieu du retour, il monte à 2 000 mètres. Lorsque l'heure est terminée, le temps s'est couvert et il se trouve au-dessus d'une mer de nuages. Il est obligé d'atterrir dans un champ pour se renseigner.
De retour à Avord, il confie à ses camarades qu'il a eu beaucoup de mal pour repartir car le terrain sur lequel il avait atterri était lourd et que son avion avait dû rouler longtemps au sol avant de s'élever. Arrivant sur une ligne d'arbres qui borde le terrain, il doit exécuter une acrobatie. Cet incident le fait revenir au camp tardivement en sorte qu'il ne peut partir le même jour pour la dernière épreuve qui consiste à effectuer le triangle Avord - Romorantin - Châteauroux - Avord. Les jours suivants, le temps est défavorable et du Manoir doit ronger son frein.
Le 2 janvier 1928 au matin, malgré une météo incertaine, il prend un Caudron 59 pour exécuter enfin cette ultime épreuve. De tels circuits s'effectuaient en naviguant à vue, avec les seules aides du compas de bord et d'une carte. Aisée quand on pouvait voler haut et avoir une vue étendue, cette navigation devenait problématique quand le pilote rencontrait du mauvais temps : la couverture météo était alors inexistante.
Après son étape à Romorantin, le temps se gâte, avec un plafond très bas, de sorte qu'il met une heure après sa première escale pour trouver enfin après Issoudun un repère certain, la voie ferrée à double voie remontant vers Vierzon ; mais est-il au sud ou au nord de Châteauroux ? Pour s'en assurer il veut identifier la petite gare qui se présente devant lui, en descendant assez bas pour déchiffrer son nom : manœuvre qui n'a rien de très exceptionnel à condition que les abords soient bien dégagés. Mais, près de la gare de Reuilly, se dresse une rangée de peupliers.
Du Manoir tente le coup quand même : le fuselage passe les cimes, mais une roue accroche. Son avion s'écrase au bord de la voie vers 11 heures du matin non loin du bourg et à quelques dizaines de mètres du passage à niveau et des premières maisons de la route de Bourges. Grièvement blessé, du Manoir meurt vingt minutes plus tard, malgré l'intervention rapide des médecins reuillois.
Son corps est transporté à la base aérienne d'Avord. Quelques jours plus tard à l'hôpital de Bourges, ses camarades du camp d’Avord, les joueurs de l’US Berry et une délégation du Racing accompagnent sa dépouille jusqu’au train pour Paris. Là-bas, plusieurs chars hippomobiles couverts de fleurs emportent le champion vers sa dernière demeure. Il est inhumé le 7 janvierau cimetière du Père-Lachaise (19e division),, et plus de trois mille personnes assistent aux funérailles. 
De nombreux télégrammes de condoléances sont parvenus d’Angleterre, de Nouvelle-Zélande, d’Australie, d’Afrique du Sud... depuis l’annonce de la funeste nouvelle. Tout le monde de l’Ovalie est en deuil.
« La fin tragique de notre cher Disparu met en deuil toute la grande famille du Racing Club de France, qui pleure le plus aimé des camarades, le plus loyal et le plus chevaleresque des rugbymen », peut-on lire dans le bulletin du Racing Club de France du 15 janvier 1928. Dans un dernier adieu, Robert Bernstein, Président de la Commission du Rugby du R.C.F., annonce que le stade de Colombes portera désormais son nom.
L'après-midi du lundi 2 janvier 1928, au stade de Colombes, la France rencontre l’Écosse. Quand les joueurs français pénètrent sur le terrain, les 60 000 spectateurs, scandent le nom d'Yves du Manoir. « Mais en réclamant son joueur préféré, la foule ignorait encore que quelques heures plus tôt celui-ci s'était tué ». L'équipe emmenée par Adolphe Jauréguy est dominée 6 à 15 par l'Écosse, malgré deux essais dont un de l'ouvreur Henri Haget,,, et le public qui ne sait toujours rien continue à scander son nom. Les joueurs apprennent la nouvelle au cours du banquet d'après-match. Son grand ami Georges Gérald, vice-capitaine, centre de l'équipe de France et du Racing, qui est en train de porter un toast, s'effondre aussitôt en sanglots devant des Écossais médusés,,.

« Du Manoir faisait partie de ces êtres d'exception, auxquels les fées, après avoir été trop généreuses, retirent tragiquement toutes les faveurs »

.

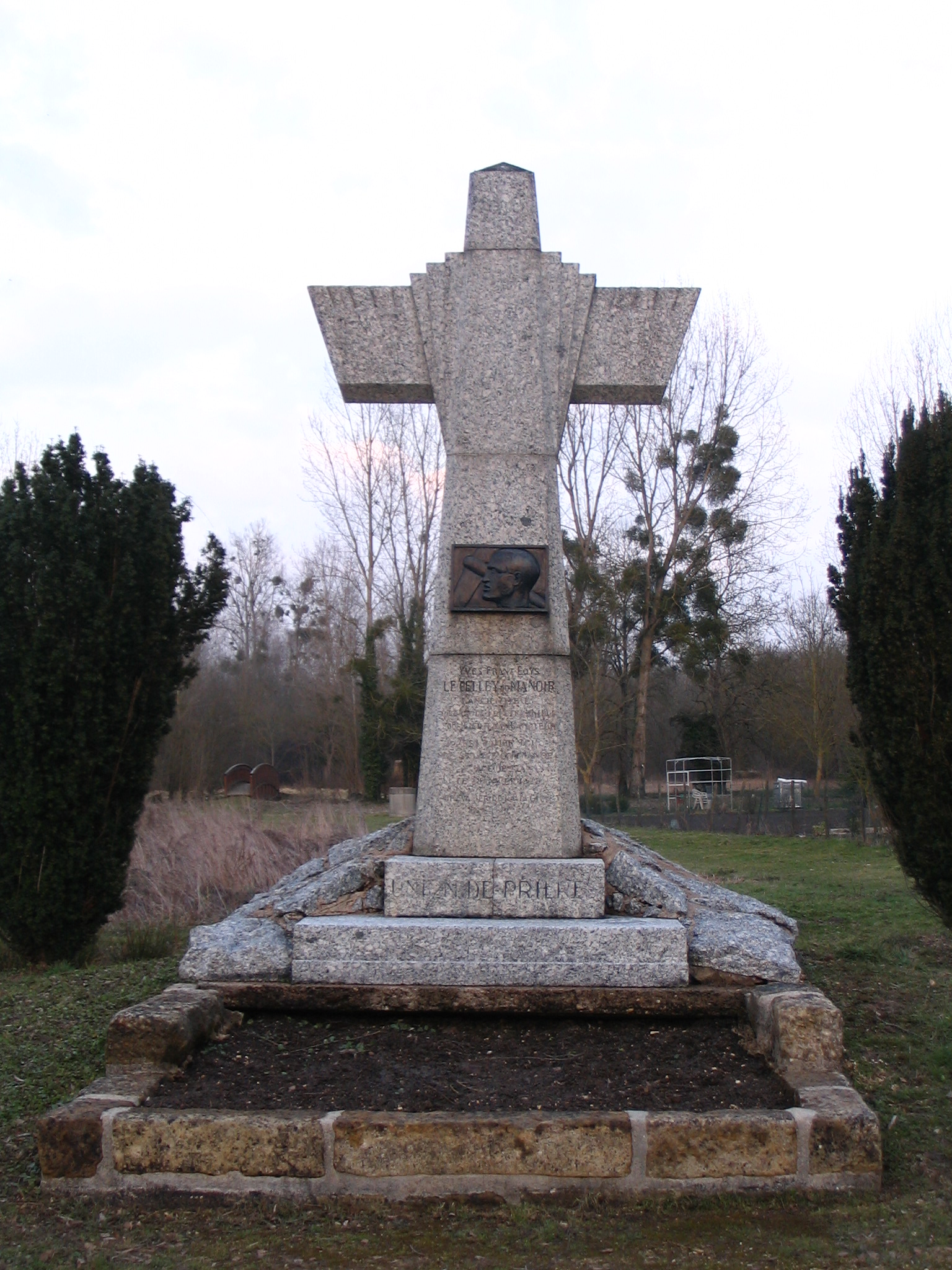
Stèle Yves du Manoir à Reuilly (Indre).
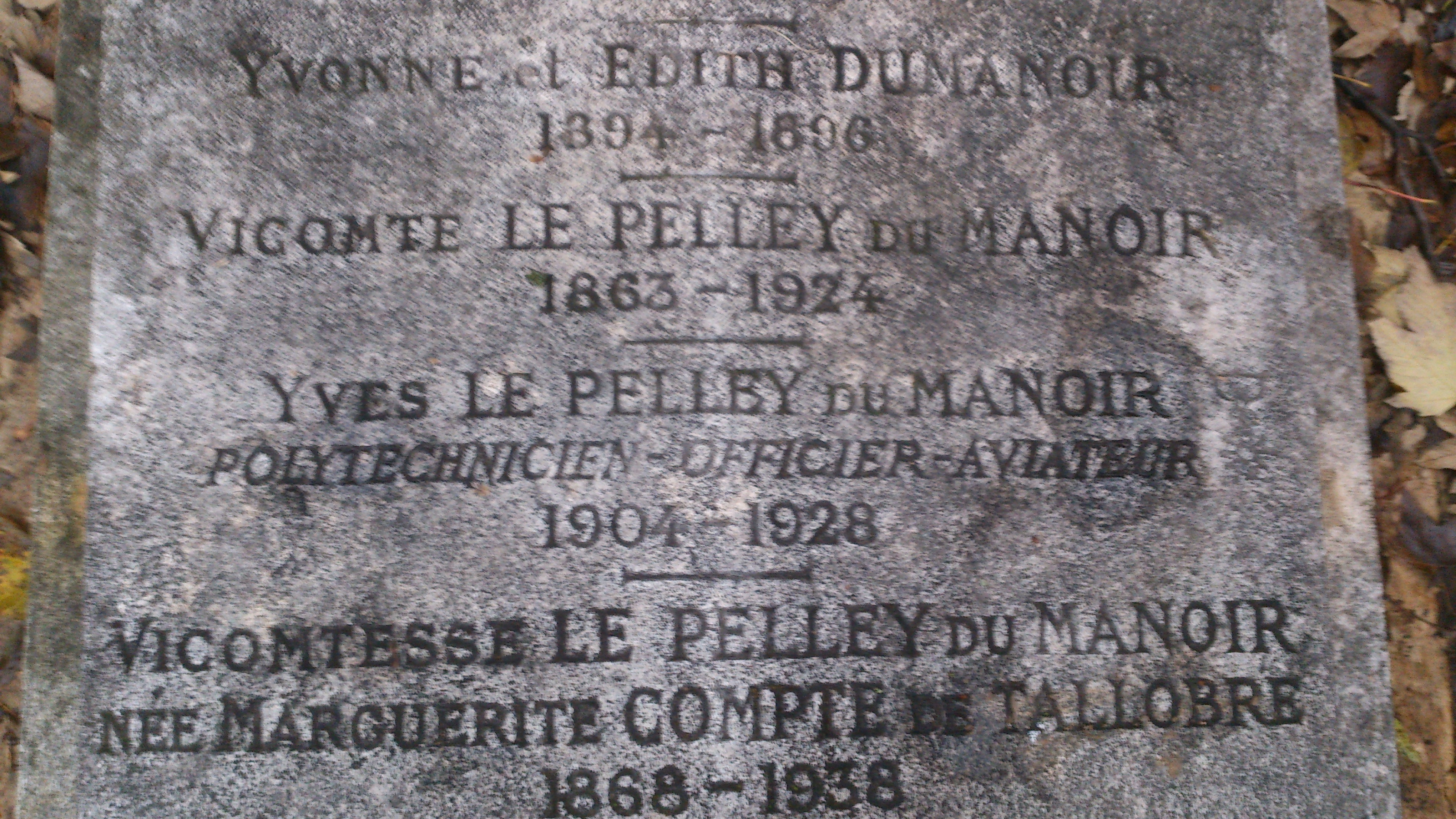
Pierre tombale d'Yves du Manoir, cimetière du Père-Lachaise (19e division).
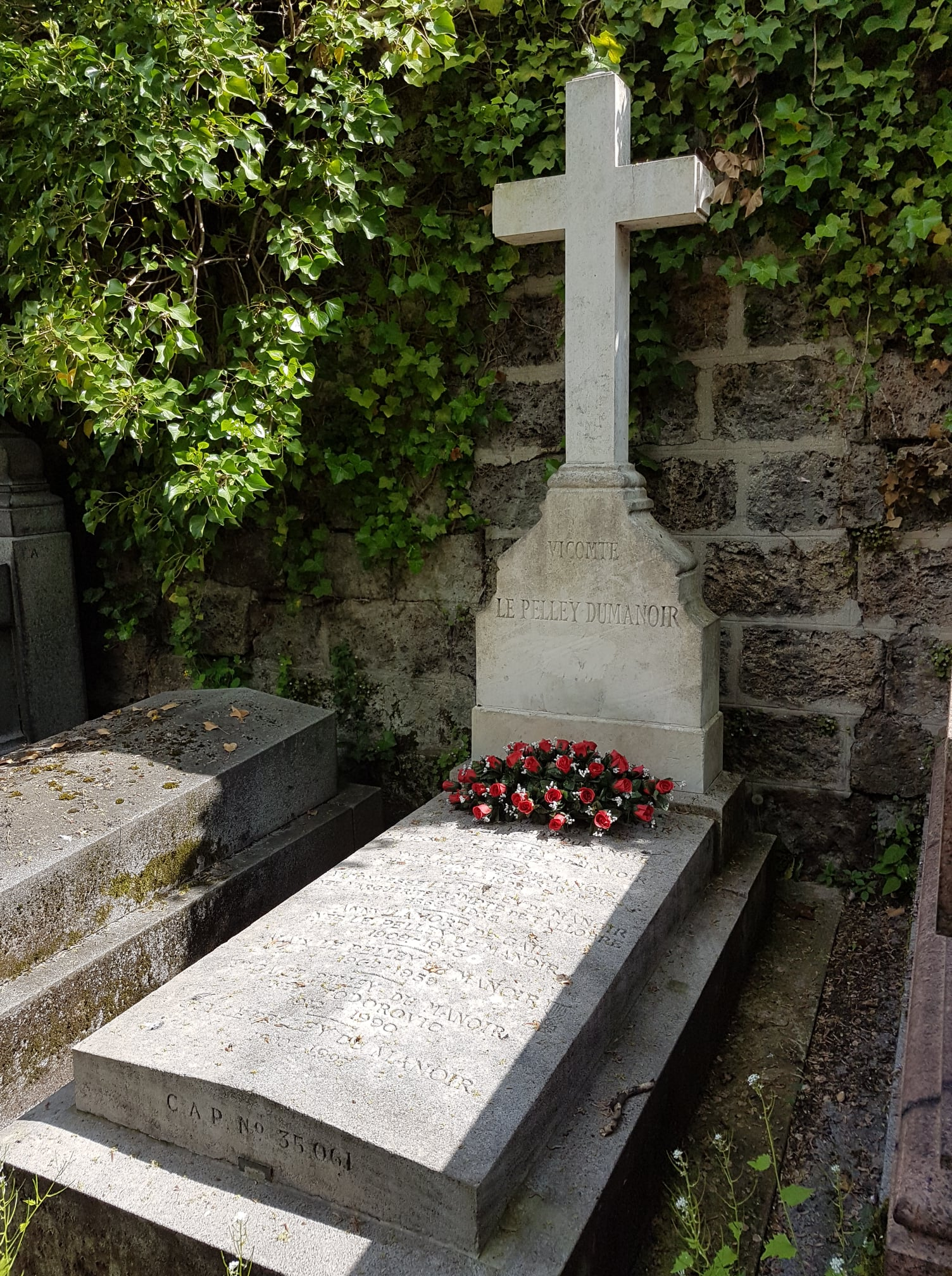
Pierre tombale d'Yves du Manoir, cimetière du Père-Lachaise (19e division).

## Distinction et hommages

### Distinction
Il est nommé chevalier de l'ordre de la Légion d'honneur à titre posthume le 5 juin 1930,.

### La stèle
La mère d'Yves du Manoir achète une parcelle du terrain au lieu de l'accident et y fait ériger une stèle en forme d'aile d'avion, toujours entretenue aujourd'hui par la commune de Reuilly.

### Postérité

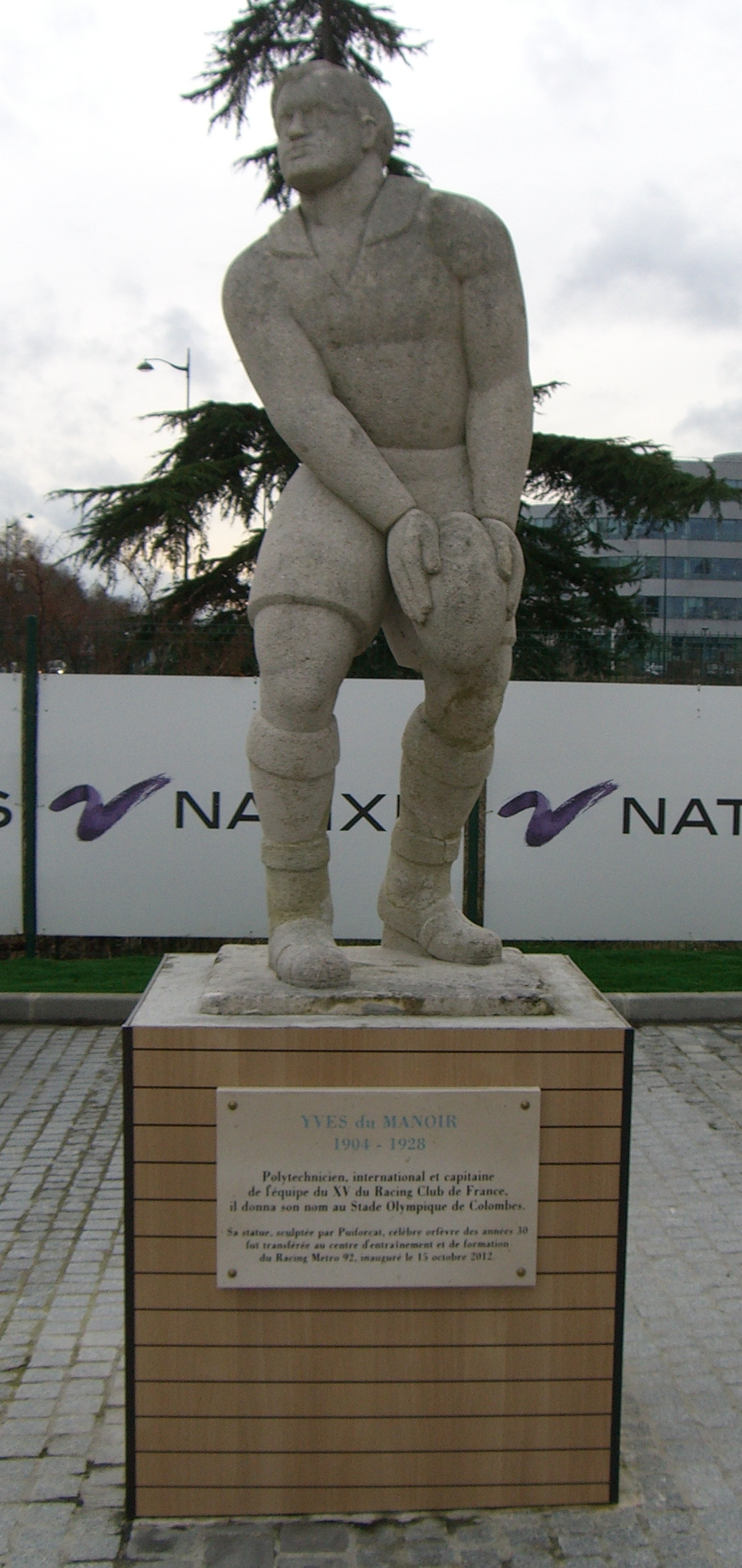
Statue d'Yves du Manoir au centre d'entraînement du Racing 92.

La fin prématurée de ce champion de 23 ans provoque dans le pays une affliction à la mesure de sa ferveur.
Vaucresson et Saint-Cast-le-Guildo rebaptisent respectivement « rue Yves du Manoir » et « rue Yves Dumanoir » la rue où il était né et celle où il avait sa maison familiale. En 1929, un an après sa mort, l'avenue du Bois à Paris est renommée avenue Yves-du-Manoir par les propriétaires riverains, et une quarantaine d'autres villes de France ont également leur allée, avenue, boulevard, impasse, place, rue ou square « Yves-du-Manoir ».
Plusieurs établissements scolaires portent le nom d'Yves du Manoir, comme des collèges à Floirac ou à Vaucresson.
Quatre mois après sa mort, le stade olympique de Colombes reçoit le nom de Stade Yves du Manoir ; d'autres installations sportives (stade, gymnase, complexe sportif) portent ensuite son nom. Le Racing Club de France, locataire des installations de Colombes depuis 1920, fait ériger à l'entrée du stade sa statue par le sculpteur Jean Puiforcat inaugurée le jour de la Toussaint 1929,,. Cette statue se trouve désormais à l'entrée du nouveau centre d’entrainement et de formation du Racing 92 installé au parc des Sports du Plessis-Robinson ; le club des supporteurs du Racing 92 s'appelle « Génération Yves du Manoir »,.
Le journal L'Auto (L'Équipe, aujourd'hui) annonce, le 21 septembre 1931, la création d'une compétition entre clubs de rugby de haut niveau basée sur la simple beauté et la correction du jeu : ce challenge est organisé par le Racing Club de France et porte le nom « Yves du Manoir » en hommage à son esprit, sa loyauté, sa bravoure et son respect. On peut lire dans les colonnes du journal « Pour donner plus d'intérêt aux matchs amicaux, le RCF a décidé d'organiser un challenge qui portera le nom du regretté Yves du Manoir. Ce seul patronage indique dans quel esprit doit être disputée cette compétition : correction et loyauté ».
Quelque vingt ans plus tard, ce même journal L'Équipe publie quotidiennement à partir du 23 décembre 1953 une bande dessinée d'une vingtaine d'épisodes intitulée « Yves du Manoir, belle figure du sport » pour le vingt-cinquième anniversaire de sa disparition. Le récit de Jean Heltey, illustré par J.-P. God, est directement inspiré de la monographie que lui a dédiée son frère aîné dont il suit fidèlement le texte.

« Une telle somme d'honneurs, ce modèle de simplicité ne l'avait ni recherchée ni souhaitée. Peut-être se sent-il mieux à l'aise dans sa dernière demeure : au Père-Lachaise, damier de sépultures pompeuses, il est un petit recoin silencieux, insolite, si escarpé que seuls certains emplacements ont permis de creuser des caveaux déjà séculaires, les intervalles étant livrés à une végétation touffue ; une allée étroite et déserte y serpente, comme un tronçon de sentier de randonnée. Là, sur une sobre dalle familiale on peut déchiffrer : Yves Le Pelley du Manoir – Polytechnicien-Officier-Aviateur – 1904-1928. »

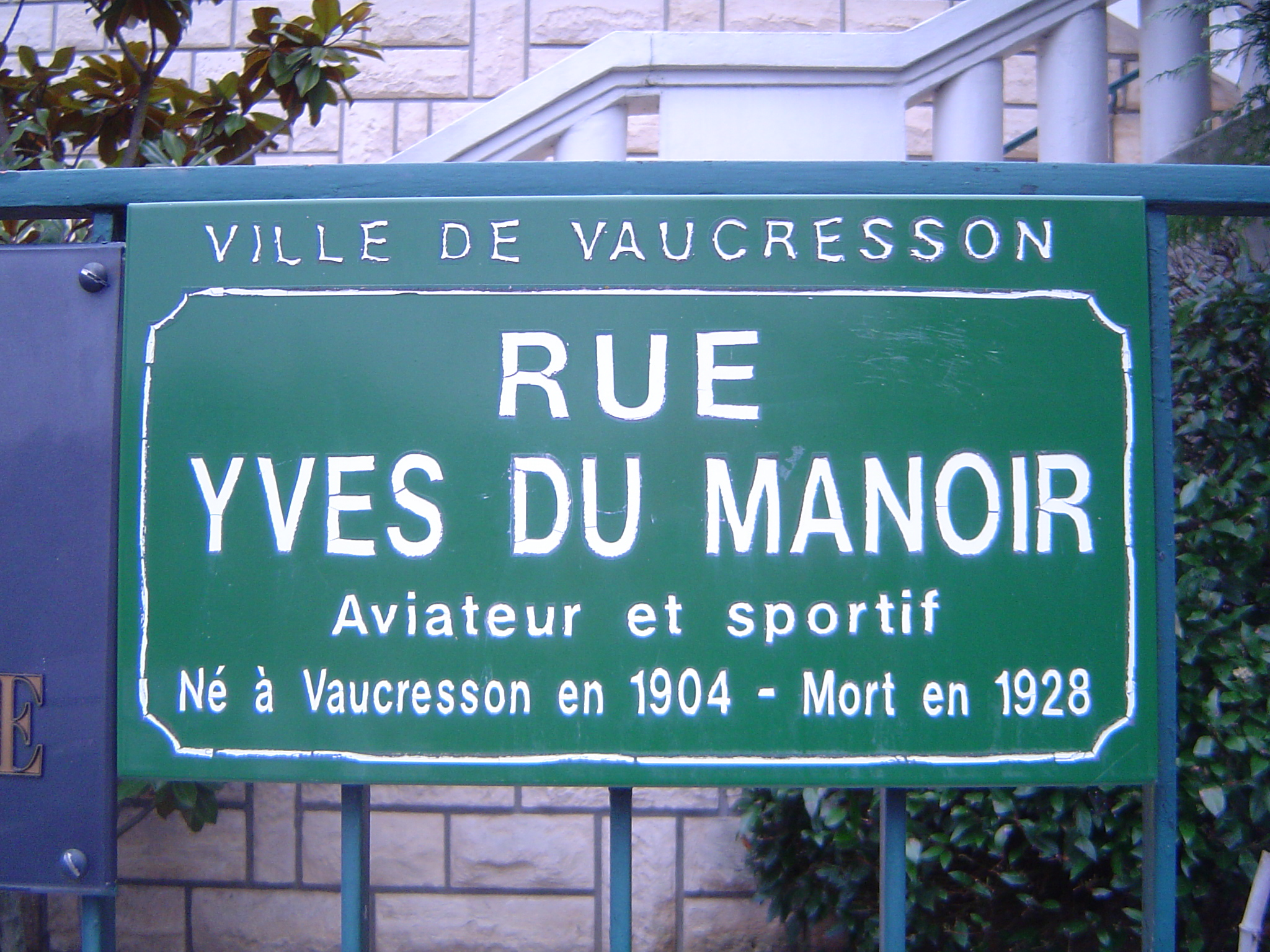
Rue Yves-du-Manoir à Vaucresson (Hauts-de-Seine).
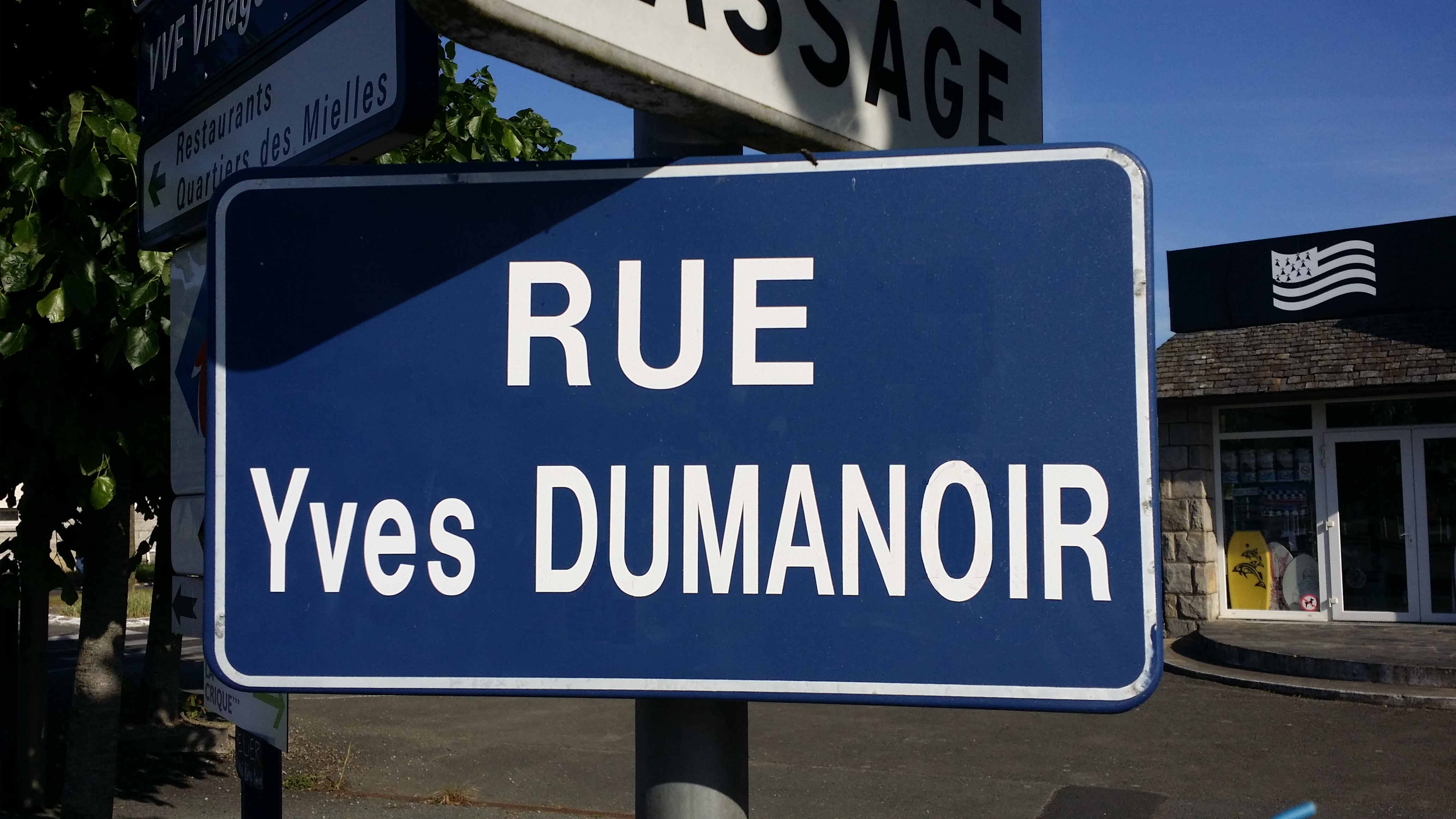
Rue Yves-Dumanoir à Saint-Cast-le-Guildo (Côtes-d'Armor).
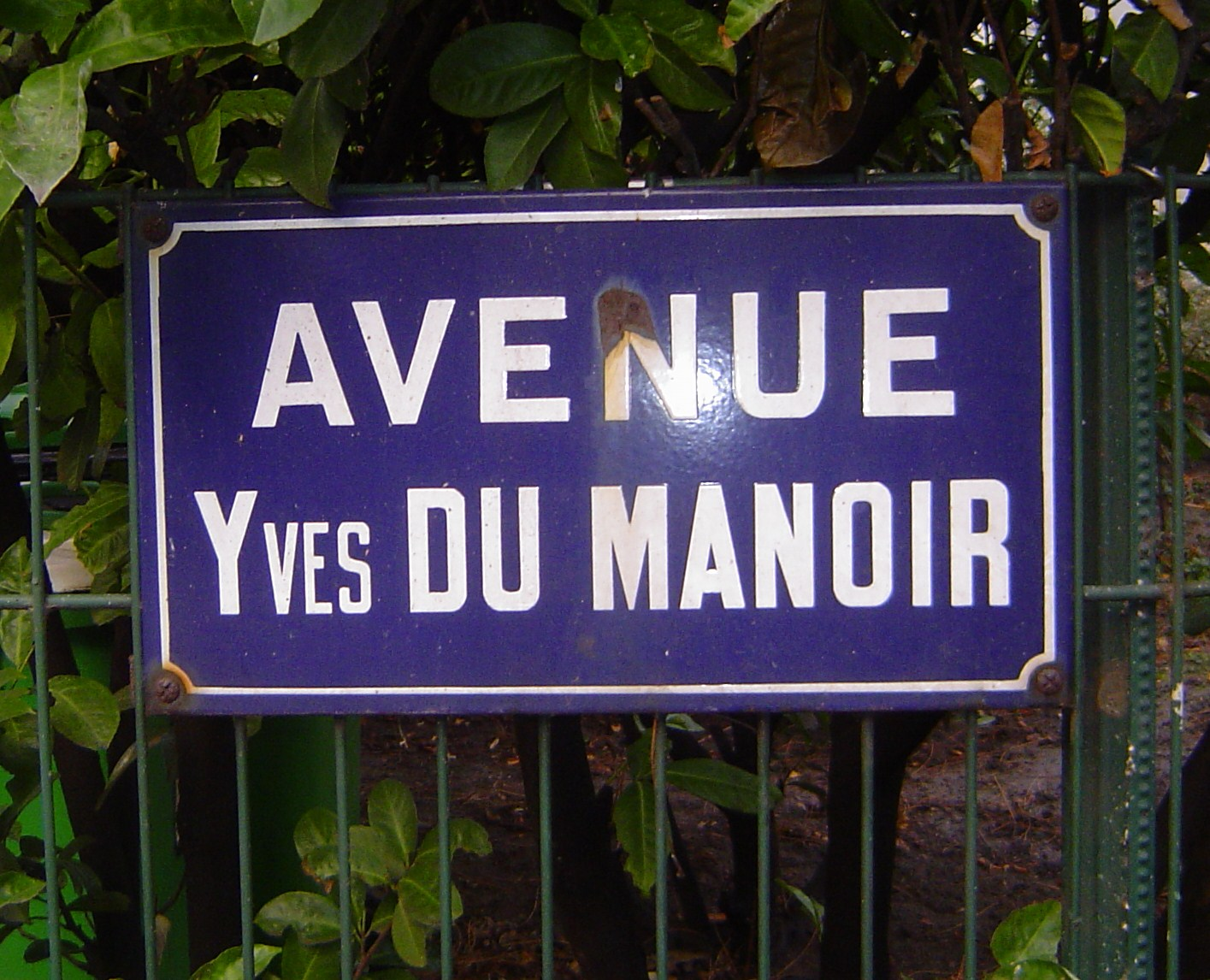
Avenue Yves-du-Manoir à Paris.

### Iconographie
- Galerie de photos d'Yves du Manoir par Frédéric Humbert, auteur d'un site consacré au rugby[77].
- Galerie de photos d'Yves du Manoir par sa petite nièce Florence du Manoir

### Vidéos
- (en) [vidéo] « France - Nouvelle-Zélande (6 - 30) du 23 janvier 1925 », sur YouTube On reconnait Yves du Manoir avec son no 10, de dos à la 24e seconde, de face à la 74e seconde du film.
- (en) [vidéo] « France - Écosse (6 - 20) du 2 janvier 1926 », sur YouTube Les visiteurs écossais jouent avec leur maillot bleu marine ; on reconnait Yves du Manoir avec son no 10 de dos à la 19e seconde du film.
- (en) [vidéo] « Écosse - France (23 - 6) du 22 janvier 1927 », sur YouTube Les visiteurs français jouent avec leur maillot bleu ; Yves du Manoir, capitaine de l'équipe de France, joue son dernier match international.